# Venezuela en los Juegos Paralímpicos de Londres 2012
Venezuela estuvo representada en los Juegos Paralímpicos de Londres 2012 por un total de 27 deportistas, 21 hombres y seis mujeres.

## Medallistas
El equipo paralímpico venezolano obtuvo las siguientes medallas:
| Nombre             | Deporte   | Evento              |
| ------------------ | --------- | ------------------- |
| Oro                |           |                     |
| —                  |           |                     |
| Plata              |           |                     |
| —                  |           |                     |
| Bronce             |           |                     |
| Omar Monterola     | Atletismo | 200 m T37 masculino |
| Marcos José Falcón | Yudo      | –66 kg masculino    |